# Index šťastné planety

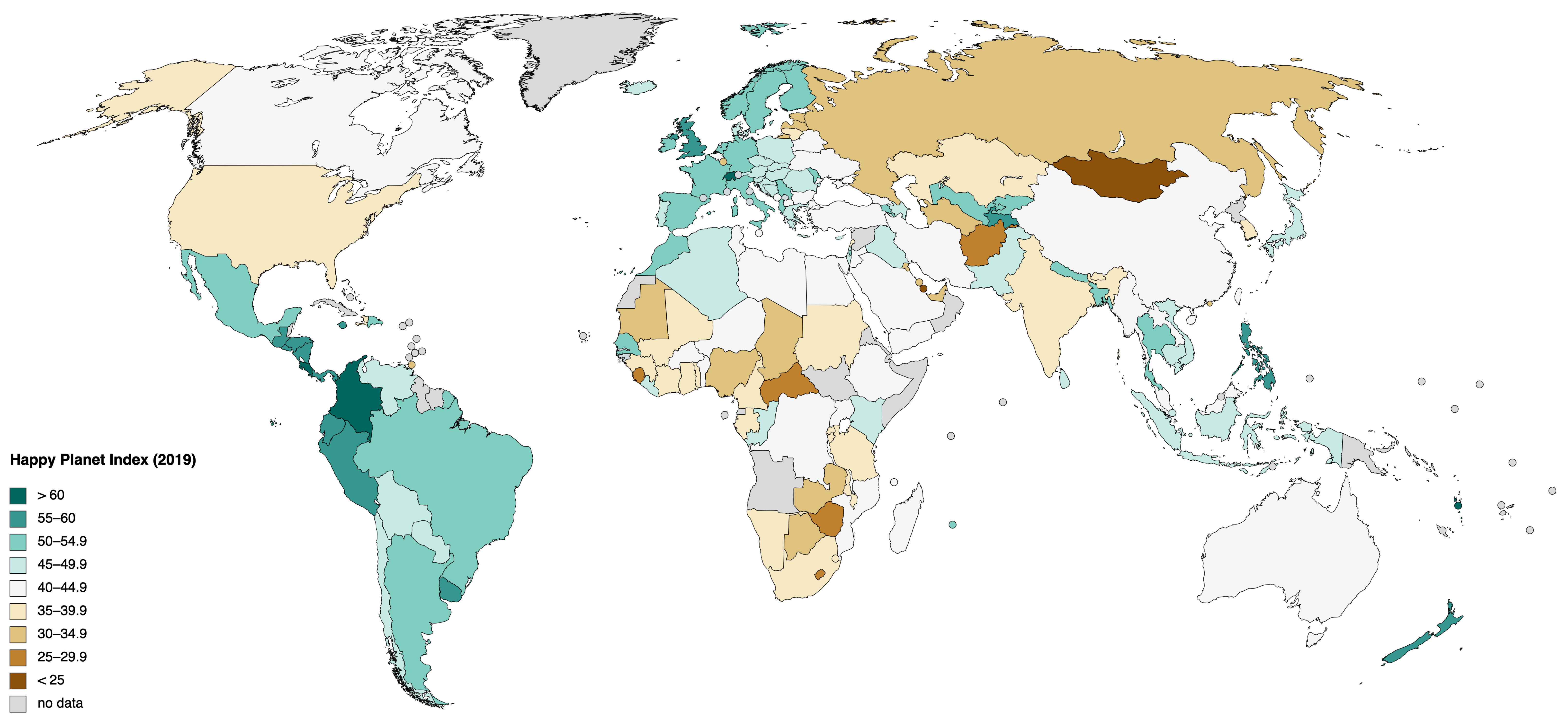
Mapa zobrazující země dle Indexu šťastné planety (2019).

Index šťastné planety (zkráceně HPI, anglicky Happy Planet Index) je ukazatel kvality lidského života v porovnání s dopady na životní prostředí. Představila ho Nadace nové ekonomiky (NEF) v červenci roku 2006. Index je vážen tak, aby uděloval vyšší skóre státům s menší ekologickou stopou.
HPI byl navržen, aby poskytoval protiváhu k zavedeným ukazatelům rozvoje států, jako jsou hrubý domácí produkt (HDP) a index lidského rozvoje (HDI), které dostatečně nezohledňují udržitelnost. Konkrétně HDP je vnímán jako nevhodný, jelikož obvyklý cíl většiny lidí není být bohatý, ale šťastný a zdravý. V rámci snahy o udržitelný rozvoj je tedy třeba měřit, jaký má dosahování těchto cílů dopad na životní prostředí.
V roce 2006 se ze 178 pozorovaných států nejlépe umístilo Vanuatu, Kolumbie, Kostarika, Dominika a Panama. V roce 2009 se ze 143 analyzovaných zemí nejlépe umístila Kostarika, následovaná Dominikánskou republikou, Jamajkou, Guatemalou a Vietnamem. Na spodních příčkách se umístily Tanzanie, Botswana a Zimbabwe.
V roce 2012 bylo porovnáváno 151 států. Nejlepší hodnocení získala podruhé v řadě Kostarika, za ní následoval Vietnam, Kolumbie, Belize a Salvador. Nejníže se v roce 2012 umístila Botswana, Čad a Katar. V roce 2016 byla Kostarika potřetí v čele žebříčku. Za ní následovalo Mexiko, Kolumbie, Vanuatu a Vietnam. Na spodních příčkách byly Čad, Lucembursko a Togo.

## Metodologie
HPI je založený na pragmatických principech – lidé chtějí žít dlouhé a naplněné životy a země s nejvyšším hodnocením toto svým obyvatelům umožňuje, aniž by bránila budoucím obyvatelům nebo jiným zemím dělat totéž. V důsledku to převádí do praxe volání Mezinárodního svazu ochrany přírody (IUCN) po indikátoru schopném změřit produkci lidského blahobytu (ne nutně materiálního zboží) na jednotku zatížení přírody.
Lidský blahobyt je chápán jako střední délka šťastného života (happy life expectancy). Čerpání přírodních zdrojů a zatěžování přírody je hodnoceno pomocí ekologické stopy na osobu. Cílem je stanovit odhadované množství přírodních zdrojů, které by byly zapotřebí k zachování současného způsobu života dané země. Stát s větší ekologickou stopou na osobu využívá více přírodních zdrojů, než je mu určeno – využívá zdrojů jiné země nebo působí trvalé škody, se kterými se budou muset potýkat příští generace.
HPI není nástrojem ke stanovení nejšťastnějších zemí světa. Země, ve kterých je podle průzkumů poměrně vysoká životní spokojenost, se podle HPI nacházejí jak na vrcholu (Kolumbie na 3. místě), tak na spodních příčkách (Spojené státy na 108. místě). Index šťastné planety se dá nejlépe chápat jako měřítko environmentální efektivity podpory blahobytu v dané zemi. Taková efektivita se může projevit v zemi, která má střední dopad na životní prostředí, ale vysokou míru blahobytu, stejně jako v zemi, kde je míra blahobytu průměrná, ale dopad na životní prostředí nízký.
HPI každé země je podílem jeho průměrné subjektivní životní spokojenosti (life satisfaction), předpokládané délky života a ekologické stopy na obyvatele.

## Kritika
Velká část kritiky plyne zejména ze špatného porozuměním principu HPI. Především se mnoho lidí domnívá, že jde o měřítko lidského štěstí, zatímco ve skutečnosti jde spíše o štěstí planety. Jinými slovy, jde o „ekologickou“ efektivitu dosahování blahobytu.
Kromě toho se kritika soustředí na následující:
- Výzkum světových hodnot (The World Values Survey) pokrývá pouze menšinu světových národů a provádí se jen jednou za pět let. V důsledku toho musí velké množství dat pro HPI přicházet z jiných zdrojů nebo se odhaduje na základě starších údajů.
- Subjektivní měřítka blahobytu jsou nedůvěryhodná.[12]
- Ekologická stopa je kontroverzní a často kritizovaný koncept.[13]

HPI je kritizován za to, že přisuzuje příliš velkou váhu uhlíkové stopě, takže Spojené státy by musely být zcela šťastné a mít předpokládanou délku života 439 let, aby se vyrovnaly skóre Vanuatu v roce 2006.
I přesto byly Index šťastné planety a jeho složky zohledněny v politických kruzích. Koncept ekologické stopy, propagovaný Světovým fondem na ochranu přírody (WWF), je široce využívaný místní i národní státní správou, stejně jako nadnárodními organizacemi, např. Evropskou komisí. Britská Konzervativní strana v r. 2007 označila HPI za možnou náhradu HDP. Přehled indikátorů pokroku zpracovaný Evropským parlamentem r. 2007 hodnotí HPI takto:
Pozitiva
- zohledňuje skutečné konečné důsledky ekonomické aktivity ve formě lidské spokojenosti a dlouhověkosti
- kombinuje blahobyt a environmentální aspekty
- vzorec pro výpočet indexu je jednoduchý a srozumitelný
- výsledky jsou srovnatelné („ekologická stopa“ a „předpokládaná délka života“ mohou být aplikovány v různých zemích)
- data jsou dostupná online, ačkoliv ne kompletně
- zahrnuje směs „měkkých“ a „tvrdých“ kritérií, zohledňuje lidský blahobyt i využívání přírodních zdrojů v daných zemích

Negativa
- štěstí a životní spokojenost jsou velmi subjektivní a individuální, podléhají vlivu kultury a osobní i společenské politice
- nejednoznačný název: index není ukazatelem štěstí, ale spíše environmentální efektivity podpory blahobytu v dané zemi

## Mezinárodní žebříčky
V roce 2016 bylo srovnáváno celkem 140 států, z kterých se v první desítce umístily čtyři státy z Asie a šest států ze Střední a Jižní Ameriky navzdory tomu, že v nich panuje vysoká míra chudoby. Potřetí za sebou zvítězila Kostarika, což je způsobeno hlavně vysokou střední délkou života v tomto státě. Kostarika má také velmi vysokou míru blahobytu, dokonce vyšší než u mnohých bohatších zemí, a zároveň je její ekologická stopa jednou z nejnižších v celém žebříčku. V první desítce nenajdeme stát, jehož HDP na obyvatele by bylo větší než 15 000 dolarů na osobu. Nejvyšší HDP na obyvatele má Panama na šestém místě s přibližně 10 139 dolary na obyvatele (Česká republika má přibližně 20 000 dolarů na obyvatele). Na druhém a třetím místě najdeme další americké státy Mexiko a Kolumbii následované první neamerickým státem Vanuatu. Prvním státem, který je členem OECD (Organizace pro hospodářskou spolupráci a rozvoj) a zároveň zástupcem Evropy, je Norsko na 12. místě. Česká republika se nachází na 64. místě. Z pěti největších světových ekonomik se nejlépe umístila Velká Británie na 34. místě, dále Německo na 49. místě, Japonsko na 58. místě, Čína na 72. místě a Spojené státy na 108. místě, na což má vliv hlavně jejich vysoká ekologická stopa, 4. nejvyšší z celého žebříčku.